# 阿瑟頓 (密蘇里州)
阿瑟頓（英語：Atherton）是位於美國密蘇里州傑克遜縣的非建制地區。

## 歷史
阿瑟頓的郵局於1888年設立，其後於1976年停運。當地於1925年時共有人口112人。

## 地理
阿瑟頓所處的海拔為高於海平面223米（即732英呎），而該地所採用的時區為UTC-6，即北美中部時區（CST）。同時該地設有夏令時間，為UTC-6調快一小時，即UTC-5（CDT）。